# Louis-Marie de Noailles

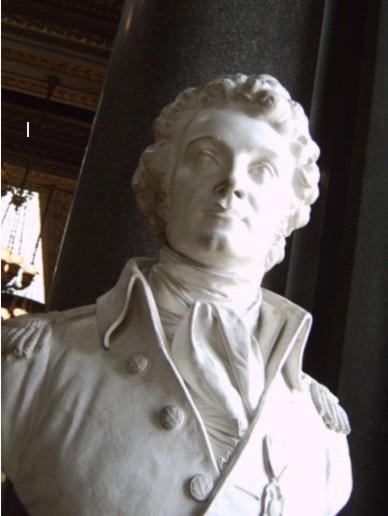
Louis-Marie de Noailles, Büste in der Schlachtengalerie

Louis-Marie, vicomte de Noailles (* 17. April 1756 Paris; † 7. Januar 1804 in Havanna, Kuba) war ein französischer Général de brigade und Geschäftsmann.
Louis-Marie war der jüngere der zwei Söhne des Marschalls Philippe de Noailles-Mouchy. Er nahm an Lafayettes Expedition nach Amerika teil und war der Offizier, der die Kapitulation von Yorktown abschloss.
Er schloss sich mit Begeisterung der Sache der Revolution an, war eins der ersten Mitglieder des Adels, die zur Nationalversammlung übertraten, beantragte am 4. August 1789 die Abschaffung der Feudalrechte, befehligte dann in Sedan und Valenciennes.
Nach Errichtung der Republik Frankreich emigrierte er nach Amerika und wurde Partner der Binghams Bank in Philadelphia. Unter dem Konsulat kehrte er zurück und ging dann unter Rochambeau als Général de brigade nach Haiti, verteidigte es gegen die Engländer und starb an seinen Wunden 1804 in Havanna auf Kuba.
Sein älterer Bruder war Philippe-Louis-Marc-Antoine de Noailles.

## Ehrungen
- Sein Name ist am Triumphbogen in Paris in der 40. Spalte eingetragen.
- Seine Büste wurde in der 1837 eröffneten Schlachtengalerie des Schloss Versailles aufgestellt.

Siehe auch: Noailles (Adelsgeschlecht)
| Vorgänger     | Amt                                                                | Nachfolger                               |
| ------------- | ------------------------------------------------------------------ | ---------------------------------------- |
| Adrien Duport | Präsident der Nationalversammlung 26. Februar 1791 – 14. März 1791 | Anne-Pierre, marquis Montesquiou-Fezenac |

| Personendaten    | Personendaten                                         |
| ---------------- | ----------------------------------------------------- |
| NAME             | Noailles, Louis-Marie de                              |
| ALTERNATIVNAMEN  | Noailles, Louis-Marie vicomte de (vollständiger Name) |
| KURZBESCHREIBUNG | französischer General, Geschäftsmann                  |
| GEBURTSDATUM     | 17. April 1756                                        |
| GEBURTSORT       | Paris                                                 |
| STERBEDATUM      | 7. Januar 1804                                        |
| STERBEORT        | Havanna, Kuba                                         |